# Johannes-Brahms-Medaille
Die Johannes-Brahms-Medaille der Freien und Hansestadt Hamburg ist ein Musikpreis, der seit 1928 verliehen wird.

## Geschichte und Zweck
Die Medaille wurde 1928 vom Senat der Freien und Hansestadt Hamburg zur Auszeichnung von Künstlern, Persönlichkeiten und/oder Personengruppen für besondere Verdienste und hervorragende Leistungen auf dem Gebiet der Musik, insbesondere der Brahms-Pflege und des Hamburger Musiklebens, gestiftet. Die Ehrung ist dem 1833 in Hamburg geborenen Komponisten Johannes Brahms gewidmet. Die Verleihung erfolgt in unregelmäßigen Abständen durch den Senat der Freien und Hansestadt Hamburg an eine unterschiedliche Zahl von Personen.

## Die Medaille
Die Medaille hat einen Durchmesser von 95 mm und zeigt auf der Vorderseite den Namen und ein Seitenporträt von Johannes Brahms, auf der Rückseite die Inschriften „Für Verdienste um das hamburgische Musikleben“ und „Senat der Freien und Hansestadt Hamburg“.
Die Gestaltung erfolgte durch den Hamburger Bildhauer Friedrich Wield.

## Bisherige Medaillenempfänger
- 1928: Karl Muck
- 1929: Hamburger Philharmonisches Orchester und Orchester des Hamburger Stadttheaters
- 1933: Julius Spengel, Eugen Papst, Alfred Sittard, Karl Böhm
- 1934: Max Lohfing, Richard Strauss
- 1935: Hans Pfitzner, Jean Sibelius, Albert Roussel, Siegmund von Hausegger, Joseph Haas, Emil Nikolaus von Reznicek, Herbert Bedford, Adriano Lualdi, Kurt Atterberg, Wilhelm Kienzl
- 1936: John Julia Scheffler
- 1937: Wilhelm Furtwängler, Paul Graener, Heinrich Karl Strohm, Eugen Jochum
- 1952: Albert Döscher[2]
- 1958: Robert Casadesus, Philipp Jarnach, Joseph Keilberth, Leopold Ludwig, Günther Rennert, Hans Schmidt-Isserstedt, Heinz Tietjen, Henny Wolff
- 1960: Gustav Witt[3], Ernst Gernot Klussmann, Conrad Hanns
- 1962: Paul Schwarz[4]
- 1963: Robert Heger, Ilse Fromm-Michaels
- 1964: Claude Rostand, Frank Wohlfahrt
- 1970: Erna Berger
- 1972: Ernst Marcus, Gründer der Hamburger Symphoniker
- 1973: Wolfgang Sawallisch, Kurt Stephenson, Rolf Liebermann, Emil Gilels
- 1976: Monteverdi-Chor Hamburg
- 1978: Adolf Detel, Gerhard Maasz
- 1982: Hamburger Symphoniker
- 1983: Kurt Hofmann[5], Helmut Wirth, Aldo Ceccato
- 1987: Yehudi Menuhin
- 1988: Günter Wand
- 1989: Detlef Kraus
- 1990: Hellmut Wormsbächer
- 1991: Jürgen Jürgens
- 1994: Felicitas Kukuck
- 1996: Conrad Hansen
- 1997: Günter Jena
- 1998: NDR Sinfonieorchester
- 2001: Kinder- und Jugendchor „Hamburger Alsterspatzen“, Jürgen Luhn[6]
- 2004: Hermann Rauhe
- 2010: NDR-Chor
- 2012: Hamburgische Vereinigung von Freunden der Kammermusik
- 2019: Christoph von Dohnányi[7]
- 2024: Ensemble Resonanz